# Australian Open 1972
Die 60. Australian Open 1972 waren ein Tennis-Rasenplatzturnier der Klasse Grand Slam, das von der ILTF veranstaltet wurde. Es fand vom 27. Dezember 1971 bis zum 3. Januar in Melbourne, Australien statt.
Titelverteidiger im Einzel waren Ken Rosewall bei den Herren sowie Margaret Court bei den Damen. Im Herrendoppel waren John Newcombe und Tony Roche, im Damendoppel Margaret Court und Evonne Goolagong die Titelverteidiger.

## Herreneinzel

### Setzliste
| Nr. | Spieler             | Erreichte Runde |
| --- | ------------------- | --------------- |
| 01. | John Newcombe       | Viertelfinale   |
| 02. | Ken Rosewall        | Sieg            |
| 03. | John Alexander      | Achtelfinale    |
| 04. | Alexander Metreweli | Halbfinale      |
| 05. | Owen Davidson       | 2. Runde        |
| 06. | Tony Roche          | Rückzug         |

| Nr. | Spieler       | Erreichte Runde |
| --- | ------------- | --------------- |
| 07. | Colin Dibley  | Achtelfinale    |
| 08. | Mal Anderson  | Finale          |
| 09. | Dick Crealy   | Viertelfinale   |
| 10. | Allan Stone   | Halbfinale      |
| 11. | John Cooper   | Viertelfinale   |
| 12. | Geoff Masters | 2. Runde        |

## Dameneinzel

### Setzliste
| Nr. | Spielerin        | Erreichte Runde |
| --- | ---------------- | --------------- |
| 01. | Evonne Goolagong | Finale          |
| 02. | Virginia Wade    | Sieg            |
| 03. | Gail Chanfreau   | Viertelfinale   |
| 04. | Helen Gourlay    | Halbfinale      |

| Nr. | Spielerin        | Erreichte Runde |
| --- | ---------------- | --------------- |
| 05. | Olga Morosowa    | Viertelfinale   |
| 06. | Kerry Harris     | Halbfinale      |
| 07. | Karen Krantzcke  | Achtelfinale    |
| 08. | Barbara Hawcroft | Viertelfinale   |

## Herrendoppel

### Setzliste
| Nr. | Paarung                     | Erreichte Runde |
| --- | --------------------------- | --------------- |
| 01. | John Newcombe Tony Roche    | Halbfinale      |
| 02. | Owen Davidson Ken Rosewall  | Sieg            |
| 03. | John Alexander Mal Anderson | Achtelfinale    |
| 04. | John Cooper Colin Dibley    | Viertelfinale   |

| Nr. | Paarung                          | Erreichte Runde |
| --- | -------------------------------- | --------------- |
| 05. | Dick Crealy Allan Stone          | Halbfinale      |
| 06. | William Lloyd Bob Rheinberger    | Achtelfinale    |
| 07. | Neale Fraser Alexander Metreweli | Achtelfinale    |
| 08. | Syd Ball John Bartlett           | Viertelfinale   |

## Damendoppel

### Setzliste
| Nr. | Paarung                          | Erreichte Runde |
| --- | -------------------------------- | --------------- |
| 01. | Evonne Goolagong Virginia Wade   | Halbfinale      |
| 02. | Gail Chanfreau Olga Morosowa     | Halbfinale      |
| 03. | Helen Gourlay Kerry Harris       | Sieg            |
| 04. | Patricia Coleman Karen Krantzcke | Finale          |

## Mixed
Zwischen 1970 und 1986 wurden keine Mixed-Wettbewerbe bei den Australian Open ausgetragen.